# 丹桂镇
丹桂镇，是中华人民共和国四川省泸州市古蔺县下辖的一个乡镇级行政单位。

## 行政区划
丹桂镇下辖以下地区：
丹桂街社区、普安村、金龙村、文兴村、洗马村、香元村、现龙村、龙洞村、正丰村、桂阳村、岩湾村、彭云村、仙寺村、白良村和金华村。